# Rudolf Hecker (Physiker)
Rudolf Hecker (* 9. September 1926 in Köln; † 19. November 2014 in Konstanz) war ein deutscher Physiker.
Rudolf Hecker studierte Physik und wurde 1958 zum Dr. rer. nat. promoviert. 1963 habilitierte er sich in Aachen. Seit 1971 war er in der Abteilung für Festkörperforschung an der Kernforschungsanlage Jülich tätig. 1972 wurde er zum apl. Professor für Experimentalphysik ernannt und 1976 zum Universitätsprofessor für Experimentelle Kerntechnik an die Technische Hochschule Aachen berufen sowie zum Direktor des Instituts für Reaktorentwicklung an der KFA Jülich bestellt.
Er verfasste einige Bücher und zahlreiche wissenschaftliche Arbeiten zum Thema der Reaktorsicherheit.

## Schriften
- Zum quantitativen Nachweis von Radionukliden, die gamma-Quanten in Kaskade abstrahlen mit Hilfe einer einfachen gamma-gamma-Koinzidenzanordnung: (die zerstörungsfreie Aktivierungsanalyse von Spuren Hafnium in Zirkonium), KFA Jülich, zusammen mit Wilfried Herr, 1962
- Entwicklungsprobleme eines Hochtemperatur-Thorium-Brutreaktors, KFA Jülich 1966
- Eine einfache Anordnung zur Feststellung von Formänderungen elektrisch leitender Kugeln, KFA Jülich 1966
- Eine Abschätzung der Festigkeitsänderung von BeO-Moderatorkugeln beim Durchlauf durch einen 1000 MWe-Kugelhaufenreaktor, Zentralbibliothek Kernforschungsanlage Jülich 1968, zusammen mit Friedrich Erich Buresch, Werner Rixen
- Anwendung des He-Sandwich-Halbleiter-Neutronenspektrometers zur Messung der Spektren verschiedener in der Reaktortechnik gebräuchlicher Neutronenquellen, Zentralbibliothek Kernforschungsanlage Jülich 1968, zusammen mit Peter Cloth
- Rauschanalyse am ITR (Incore-Thermionik-Reaktor), Beta-eins-Bestimmung und Leistungsbestimmung unter Berücksichtigung des Formfaktors, KFA Jülich 1973, zusammen mit Volker Malka, Heinz Brixy
- Reaktivitätsbestimmung an einem kompakten Reaktorcore mit schwach absorbierendem Reflektor mittels der Methode der gepulsten Neutronenquelle, Zentralbibliothek der Kernforschungsanlage Jülich, 1976
- Reaktivitätsbestimmung an der graphitmoderierten kritischen Anlage KAHTER mittels Rauschanalyse, KFA Jülich, zusammen mit Hans F. Süssmann, Heinz Brixy
- Ein Versuch zur phänomenologischen Beschreibung der Wasserstoffpermeation durch Stähle und ihre Behinderung durch Oxidfilme, KFA Jülich 1982, zusammen mit D. Stöver, Hans P. Buchkremer